# Lami István
Lami István (Püspökhatvan, 1925. október 15. – Püspökhatvan, 2010. január 14.) néprajzkutató. A magyarországi szlovákság meghatározó alakja. Első kiemelkedő gyűjtője a magyarországi szlovákok népdalainak és népmeséinek. 

## Élete
Lami István (Štefan Lami) egy Galga menti szlovák faluban, Püspökhatvanban született, amelynek lakói ekkor még egy hagyományos paraszti faluközösségben éltek. A mindennapokban szlovákul beszéltek a falusiak, az idősek nem is tudtak magyarul, a gyerekek egyedül szlovák anyanyelvük ismeretével léptek az első osztályba, ahol azonban szigorú magyarosítás folyt. Lami István a népi kultúrát mindennapjaiban élte meg, a faluból való kitörése ifjú korában kezdődött mint néptáncos.
1946-tól a magyar néptánc mozgalom jeles alakja. Táncolt különböző néptánc együttesekben, két évig szólótáncosként is szerepelt. A Népművelési Intézet munkatársaként a népi együttesek irányító szakembere, országos néptáncfesztiválok szervezője. Az 1960-as években kezdte el lejegyezni faluja népdalait, szokásait. Gyűjtéseit kiterjesztette az ország többi területére is. Hosszú ideig működött a Magyarországi Szlovákok Demokratikus Szövetségében. Itt a hazai szlovákság kulturális életét szervezte, segítette. 1972-ben a Szövetség mellett létrehozta a honismereti és néprajzi szekciót, s annak titkáraként néprajzi táborok szervezésével megalapította a hazai szlovákok tradicionális kultúrájának csoportos terepvizsgálatát. Gyűjtései azért is jelentősek, mert azokat valamennyi magyarországi szlovák nyelvszigetre kiterjesztette, s így megteremtette az új generáció számára a szlovák nemzetiség nyelvszigetekhez kötődő kultúrájának összehasonlító vizsgálatát.
Munkásságáról a Magyar Televízió riportfilmet készített 1997-ben Dedinské príbehy címmel. 

## Művei
- Slovenské ľudové balady v Mađarsku (1981) – balladagyűjtemény
- „Za horámi, za dolámi”: Ludová hudba slovakov v madarsku (1981) – népzenei hanglemez
- Rozprávky spod Pilíša (1982)
- Ľudové rozprávky Slovákov v Mađarsku (1983) – népmesegyűjtemény
- Výročné zvyky a ľudové hry (1984) – szokás- és játékgyűjtemény
- Keď si ja zaspievam (1988) – népdalgyűjtemény
- Stratila som partu: spomienky na tradičnú svadbu Slovákov v Maďarsku (1991)
- Dedinské príbehy (1995)
- Fejezetek Püspökhatvan múltjából (1997)
- Drotár podrotuje slnečko: Ľudové rozprávky spod Pilíša v podaní tetky Mariši Jánskej (1999)
- Erdő, erdő, sötét erdő: Magyarországi szlovák népballadák és szokásdalok fordítása (2001)
- Varázshegedű: Magyarországi szlovák népmesék, mondák, legendák (2002)
- Olvasás holdfénynél: Falusi történetek, önvallomások (2003)
- Čítanie pri mesiaci (2007) – személyes élményei alapján írt történetek